# هجمات العدو السبعة
هجمات العدو السبعة ( Serbo-Croatian Latin) هو اسم المجموعة المستخدمة في تاريخ يوغوسلافيا للإشارة إلى سبع عمليات عسكرية رئيسية للمحور التي حدثت خلال الحرب العالمية الثانية في يوغوسلافيا ضد الثوار اليوغوسلاف.
كانت هذه الهجمات السبع الكبرى مختلفة عن الحرب اليومية التي استمرت في كل جزء من البلاد؛ وكانت مميزة عن العمليات المخطط لها التي تضم أعدادًا كبيرة من القوات ضد المناطق المعزولة. كانت الهجمات السبعة سبع محاولات مختلفة من خلال مناورات مدبرة ومنسقة ومكثفة بعناية للقضاء على النواة الرئيسية للمقاومة الحزبية.

## قائمة العمليات
هجمات العدو السبعة هي:

## خرائط العمليات

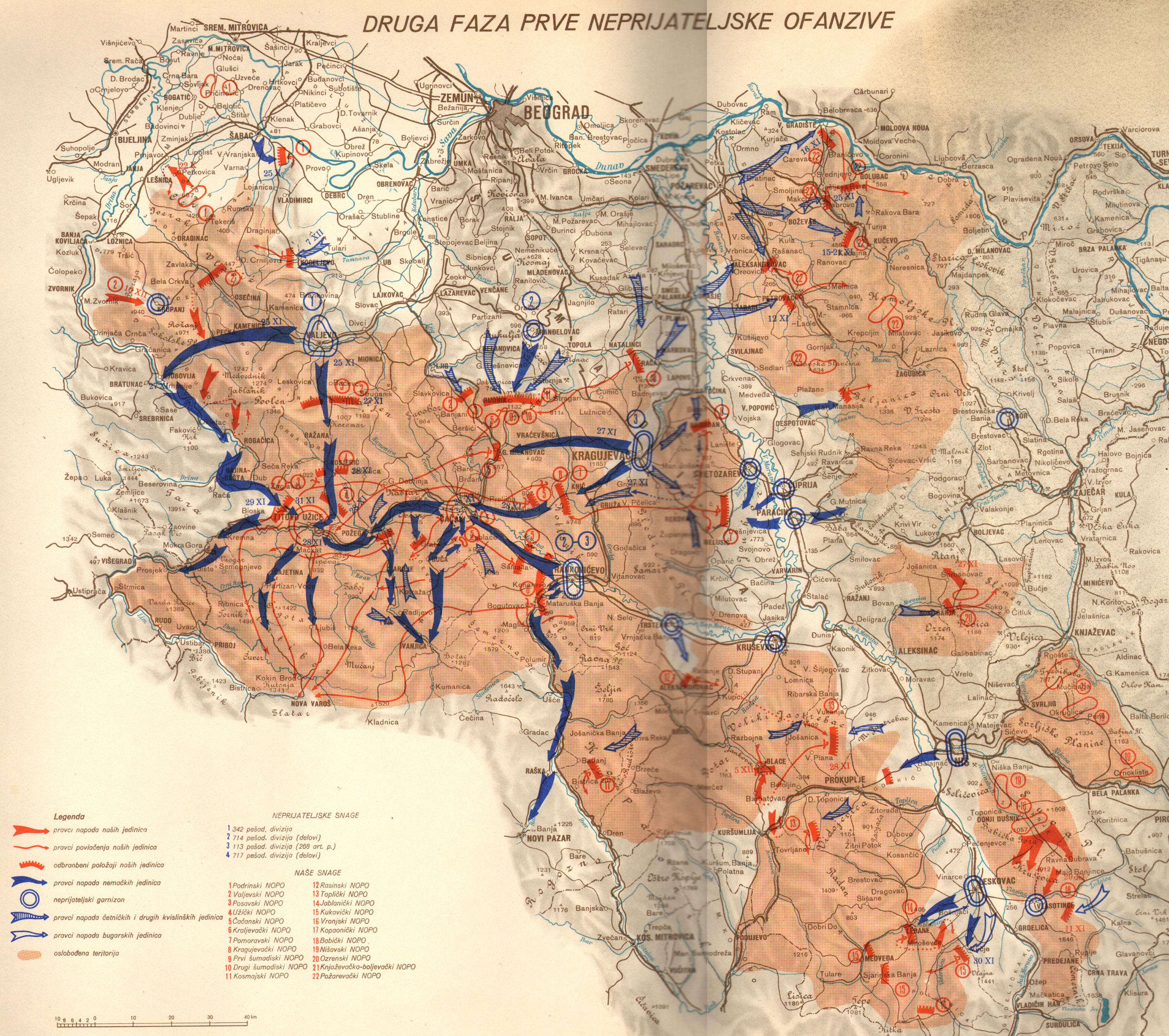
المرحلة الثانية من هجوم العدو الأول.
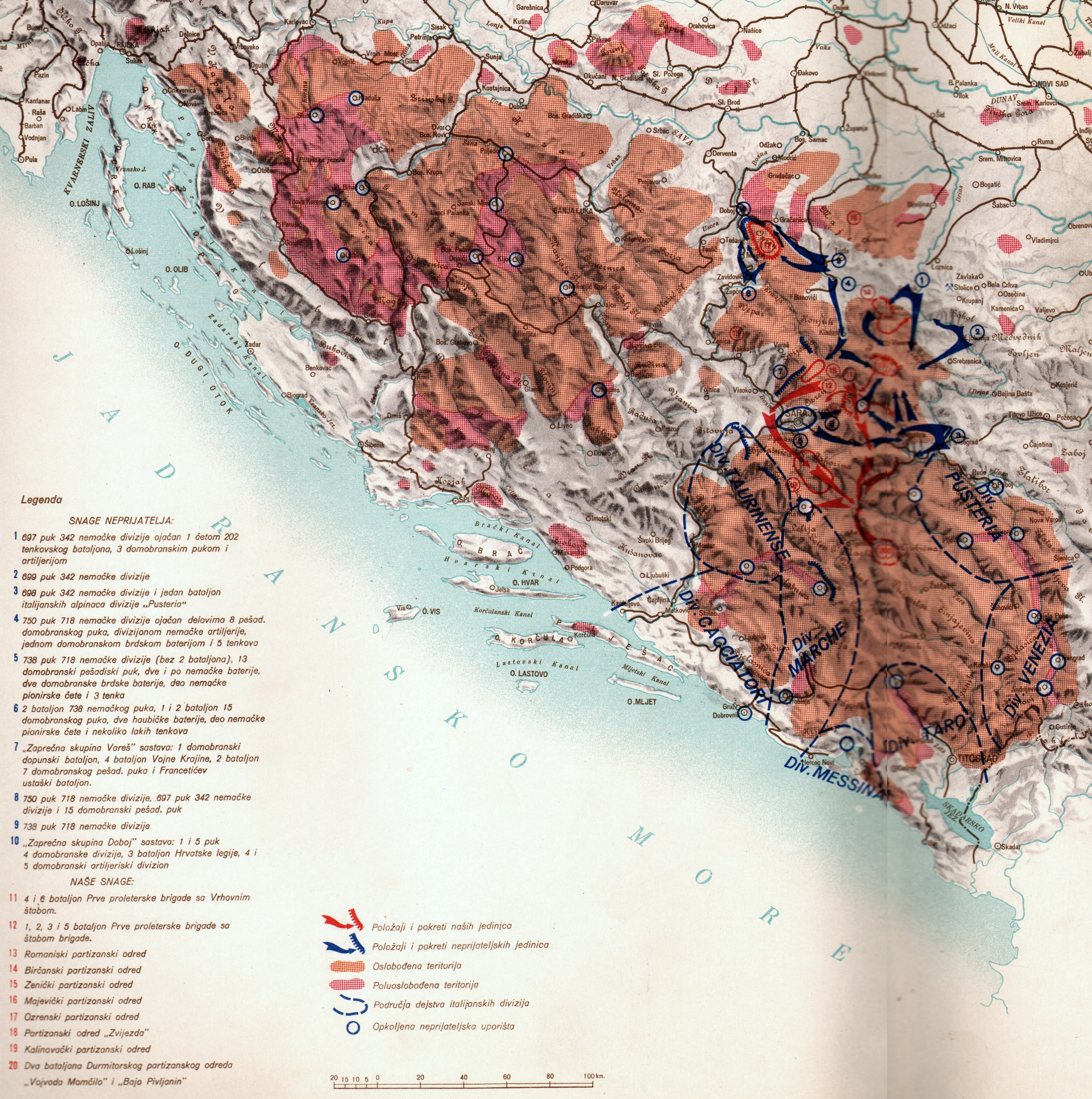
المرحلة الئثالثة من هجوم العدو الأول.
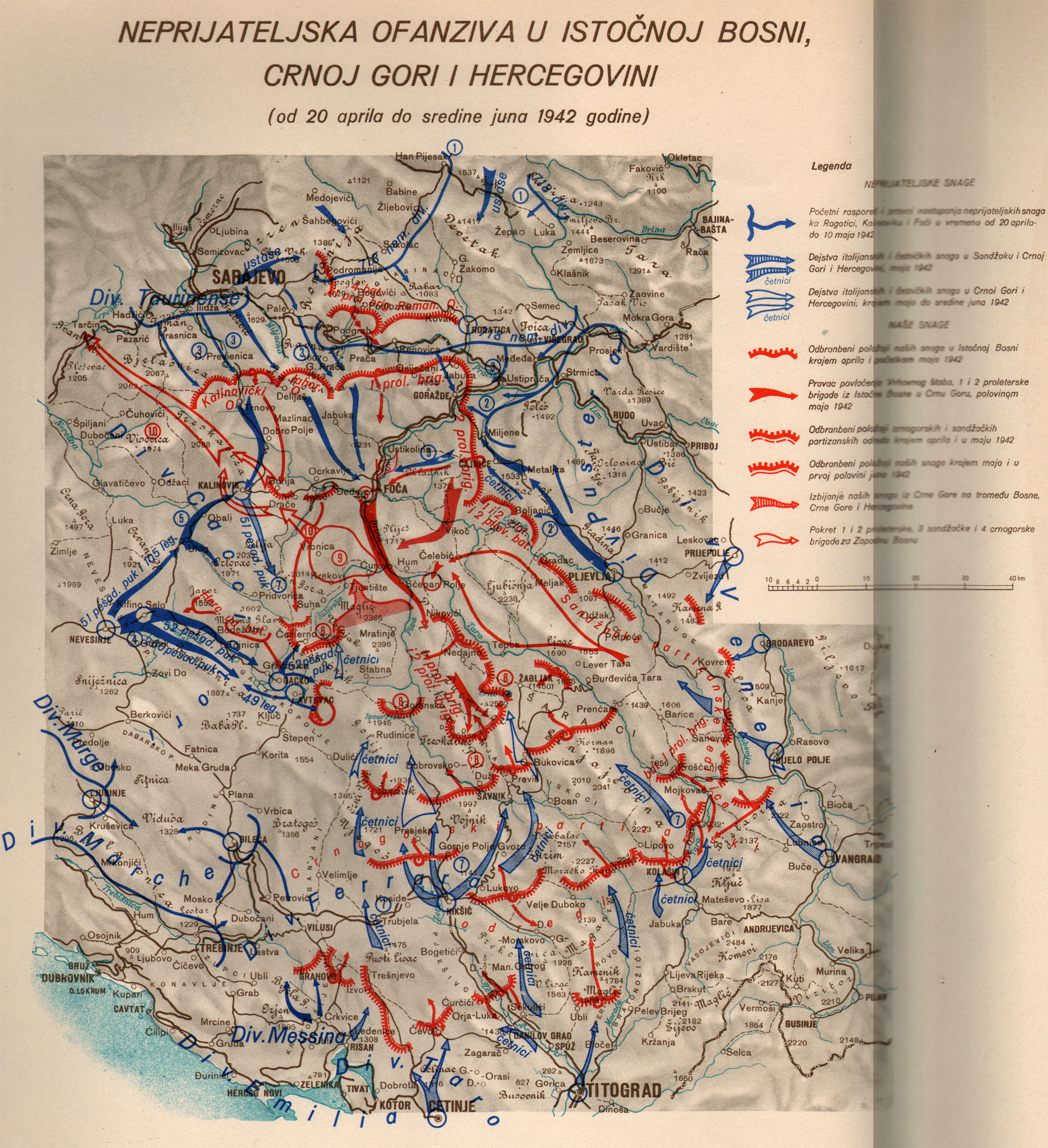
هجوم العدو الثالث.
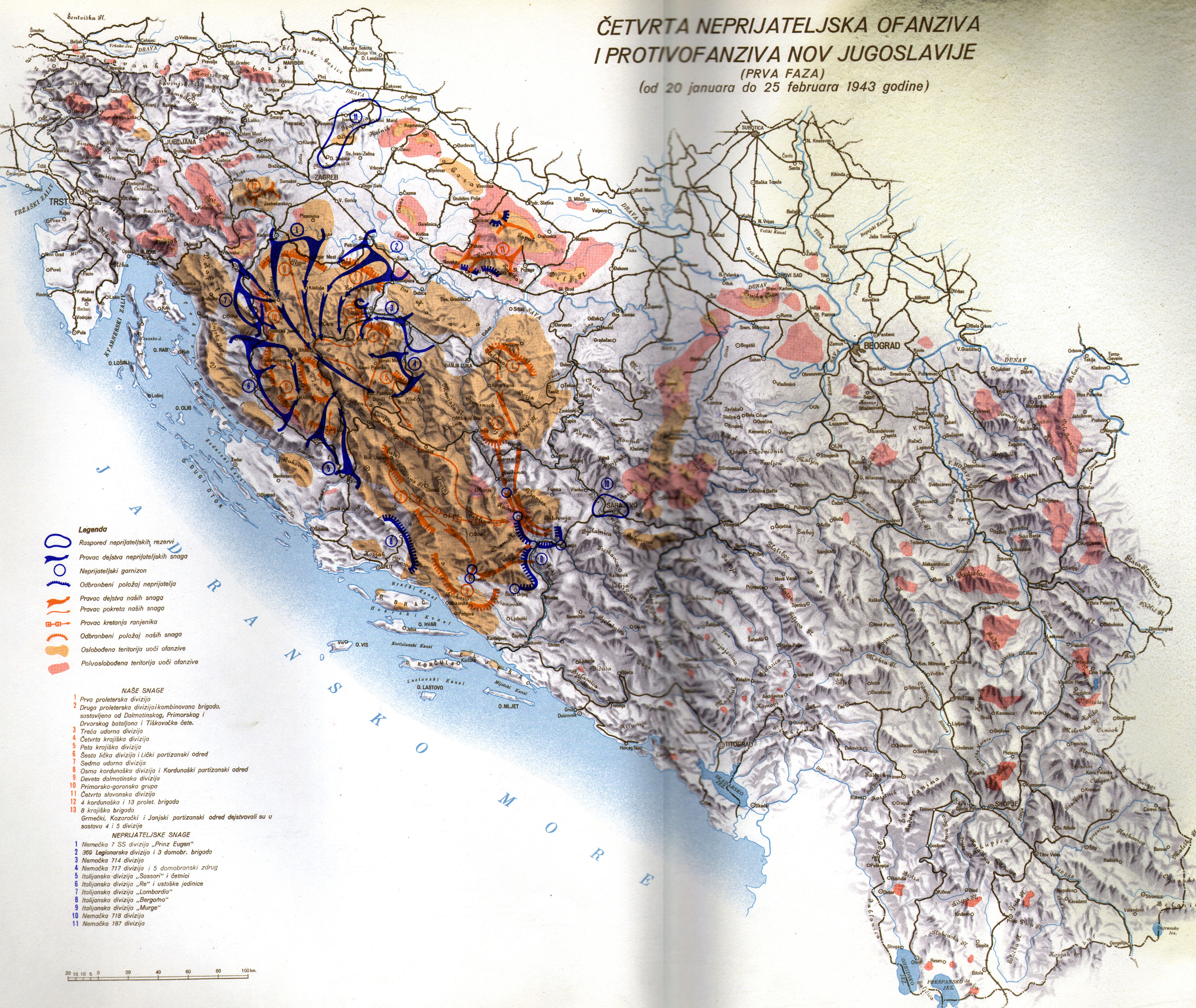
First phase of the Fourth Enemy Offensive.
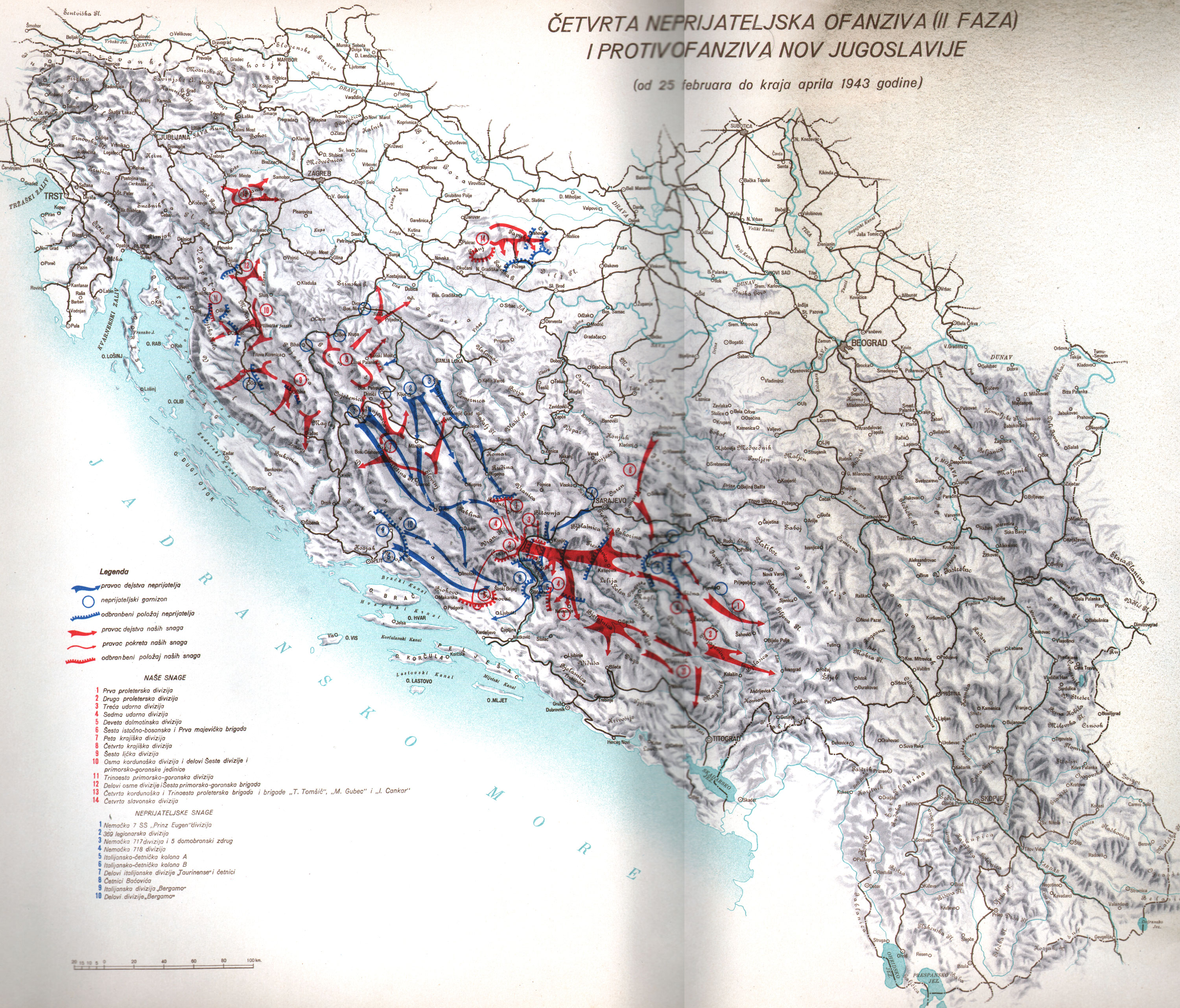
Second phase of the Fourth Enemy Offensive.
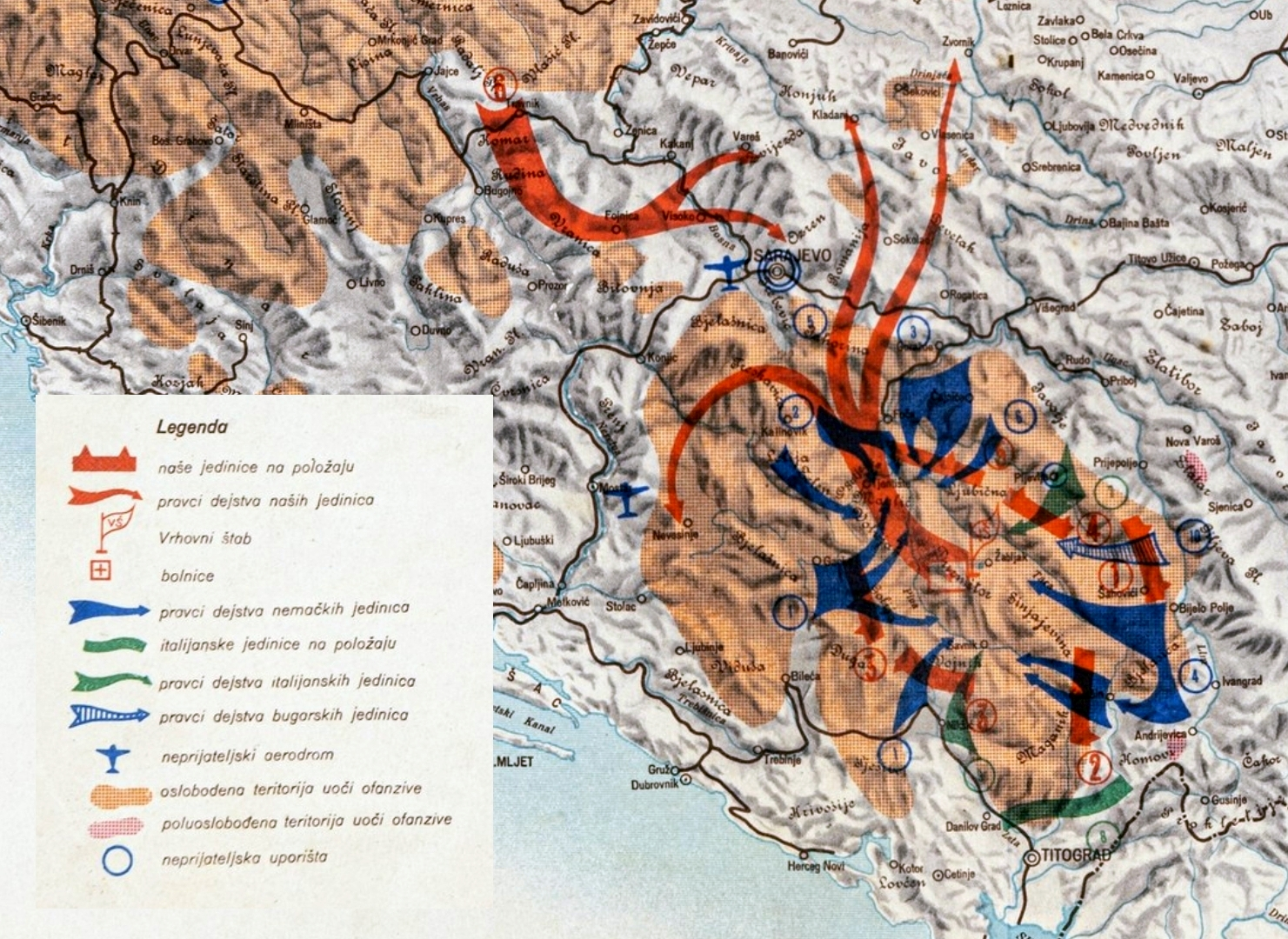
Fifth Enemy Offensive.
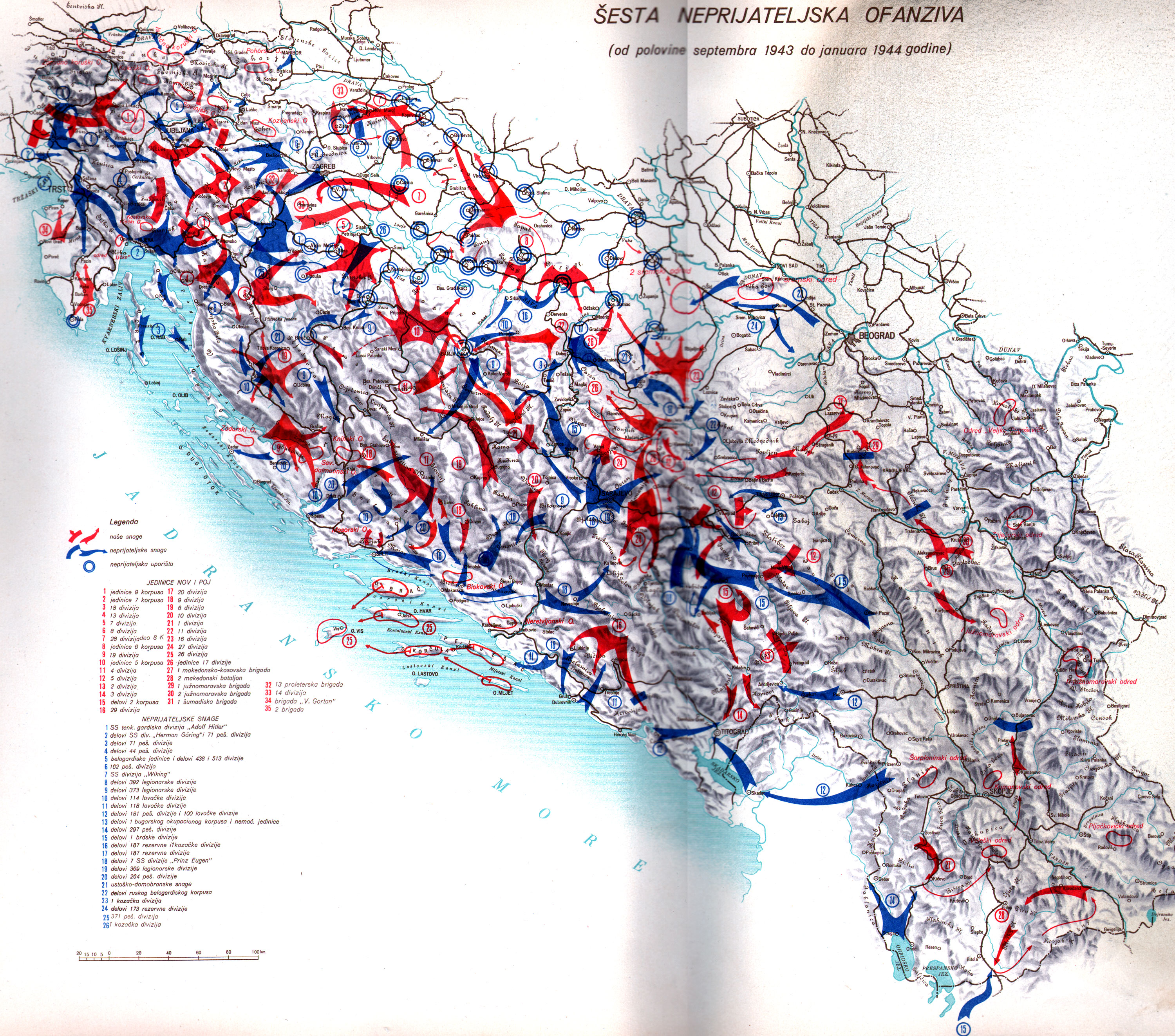
Sixth Enemy Offensive.
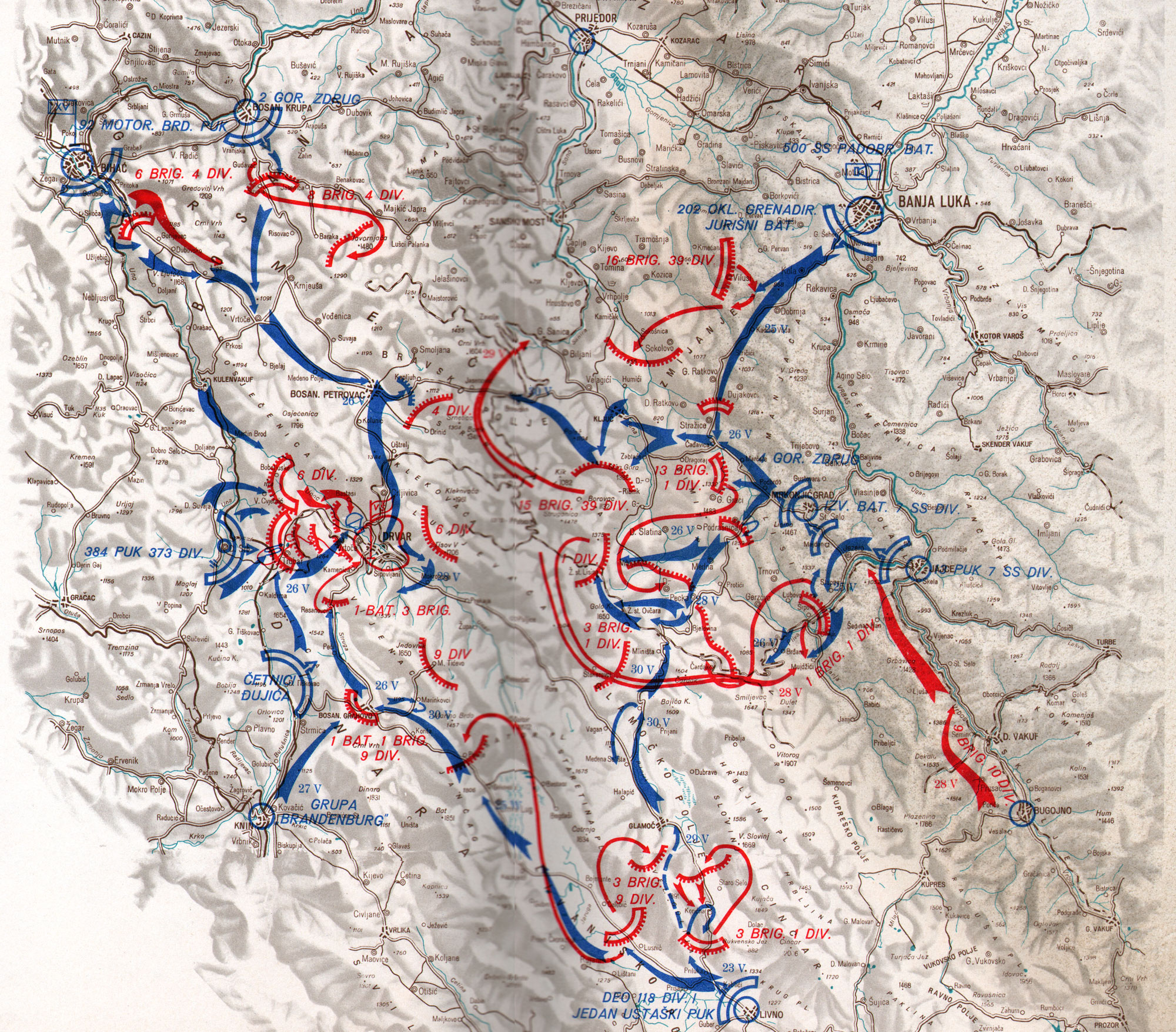
هجوم العدو السابع.